# Senior Chieftainess Nkomeshya Mukamambo II
Nữ thủ lĩnh cao cấp Nkomeshya Mukamambo II (Elizabeth Mulenje) là thủ lĩnh của người Soli ở huyện Chongwe thuộc tỉnh Lusaka. Bà là một thủ lĩnh trong khu vực kể từ năm 1976. Bà là nữ Nkomeshya thứ hai kể từ thế kỷ 19 Mukamambo I, người được thần thoại hóa là có sức mạnh tâm linh cho phép bà thay đổi hình dạng vật lý và che giấu người của mình để bảo vệ họ khỏi kẻ thù.

## Vai trò truyền thống
Với tư cách là Thủ tướng, Nkomeshya đóng vai trò là người tạo mưa chính trong buổi lễ truyền thống Chakwela Makumba hàng năm được tổ chức hàng năm vào tháng Mười. Trong Chakwela Makumbi, dịch theo nghĩa đen là 'kéo mây xuống', nữ thủ lĩnh Makumbi cầu xin các linh hồn tổ tiên ban phước cho người dân của mình bằng mưa. Trong số nhiều nhiệm vụ của bà trong sự kiện này, Chieftainess Nkomeshya khởi đầu mùa nuôi bằng cách là người đầu tiên gieo hạt giống.

## Đời sống chính trị
Ngay sau khi Thủ tướng Nkomeshya lên ngôi, bà cũng đảm nhận vai trò lãnh đạo trong chính trị với tư cách là thành viên của Đảng Độc lập Quốc gia Thống nhất (UNIP). Trong thời gian tham gia bữa tiệc, bà là thành viên của Ủy ban Trung ương và Liên đoàn Phụ nữ UNIP. Bà cũng từng là Bộ trưởng Bộ Nội vụ từ năm 1979 đến năm 1986.
Năm 2013, bà được bầu làm chủ tịch của Hạ viện tiếp quản từ tù trưởng Madzimawe của người Ngoni của huyện Chipata ở tỉnh miền Đông. Điều này khiến bà trở thành người phụ nữ đầu tiên được bầu làm chủ tịch kể từ khi vị trí này được tạo ra vào năm 1965.

## Khu vực làm việc
Nữ thủ lĩnh Nkomeshya đã được khen ngợi vì công việc của bà trong cuộc chiến chấm dứt hôn nhân trẻ em trong khu vực của bà.